# ルーク・ロバーツ
ルーク・ロバーツ（Luke Roberts OAM、1977年6月4日 - ）は、オーストラリア、アデレード出身の自転車競技選手。

## 経歴
レースキャリアのスタートはトラックレースから。
1993年
- 国内選手権・ジュニア部門で五冠（個人追抜、1kmTT、スプリント、個人タイムトライアル、チームタイムトライアル）を達成。

1994年
- ジュニア世界選手権自転車競技大会・団体追抜優勝。

1995年
- ジュニア世界選手権の個人及び団体の両追抜優勝。
- 国内選手権では、再び五冠を達成。

1998年
- コモンウェルスゲームズ・団体追抜優勝。

2002年、チーム・コムネットと契約を結び、ロードレースとの兼用選手となる。
- トラックレース世界選手権・団体追抜優勝。
- コモンウェルスゲームズ・団体追抜優勝。

2003年
- トラックレース世界選手権
  - 団体追抜優勝
  - 個人追抜2位

2004年
- トラックレース世界選手権・団体追抜優勝。
- アテネオリンピック・団体追抜では、ブレット・ランカスター、グレーム・ブラウン、ブラッドリー・マギーとのカルテットで金メダルを獲得。

2005年、チームCSCに移籍し、ロードレース中心の活動にシフト。
- ツール・ド・フランス初出場、総合102位。
- オーストラリア勲章（英語版）を受章。

2007年
- チームタイムトライアル・アイントホーフェン優勝メンバーの一員となる。

2008年、チーム・クオタに移籍。
2009年、グルノーブル6日間レース優勝（フランコ・マルヴリとのペア）。
2010年、チーム・ミルラムに移籍。
2011年
- チーム・南オーストラリア大学のメンバーとして挑んだ、ツアー・ダウンアンダーで山岳賞、総合10位。

その後チーム・サクソバンク・サンガードに移籍。